# Параскева Драпшин
Ігуменя Параскева (серб. Параскева Драпшин, в миру Парскева Драпшин, серб. Параскева Драпшин; 20 березня 1938, село Туря під мiстом Србобран, Сербія) — Ігуменя Сербської православної церкви, настоятельница Монастиря Язак.

## Життєпис
Ігуменя Параскева (Драпшин) народилася 20 березня 1938 року в селі Туря біля Србобрана в родині благочестивих і доброчесних батьків. Її дядько — генерал Петар Драпшин, а дідусь — боєць із Салонік. Початкову освіту здобула в рідному місті та в Србобрані.
З благословення єпископа Сремського пана Ніканора Ілічіча у 1953 році, у віці 15 років, він приїхав до покинутого Монастир Язак на Фрушкій Горi. Минуло небагато часу, і її мати, ігуменя Ангеліна, приєдналася до чернечого життя. Понад десять років вони разом із кількома іншими монахинями жили без світла та води у практично нелюдських умовах.
Після п’яти років випробування пострижена в чернецтво в Язьку 4 лютого 1958 року єпископом Хвостанським п. Варнавою Настичем, отримавши чернече ім’я Параскева.
Після смерті ігумені Ангеліни Драпшин 20 листопада 1990 року рішенням єпископа Сремського пана Василія Вадича вона була призначена ігуменею цієї святої родини, де вже 33-й рік успішно керує сестринством.
Завдяки ігумені Параскеві у 1996 році було проведено капітальний ремонт інтер’єру монастиря, який включав малярські та малярські роботи, реставрацію дерев’яних меблів, реставрацію даху та ремонт підлоги. Було придбано дві нові, латунні поліжели, литі та лаковані. У 2003 році в церкві встановили нові вікна, а в 2005 році знову покрили дах міддю. Також відреставровано дзвіницю, вал і огорожу навколо монастиря, а у брамі висаджено чарівне розмаїття квітів та іншої зелені. Під’їзд до храму та доріжка навколо нього, а також атріум на першому поверсі влаштовано з кам’яних плит та облаштовано стоянку для автомобілів та автобусів.